# Ptinus
Ptinus is een geslacht van kevers uit de  familie van de klopkevers (Ptinidae).

## Soorten
- Ptinus abbreviatus Schrank, 1798
- Ptinus abyssinicus Pic, 1914
- Ptinus adeps Olliff, 1886
- Ptinus aethiopicus (Ancey, 1883)
- Ptinus affinis Desbrochers des Loges, 1871
- Ptinus agarici Schrank, 1798
- Ptinus agnatus Fall, 1905
- Ptinus albicomus Boieldieu, 1856
- Ptinus albipilus Reitter, 1884
- Ptinus albipunctus Gorham, 1883
- Ptinus albohumeralis Lea, 1913
- Ptinus albomaculatus Macleay, 1872
- Ptinus albonotatus Pic, 1890
- Ptinus alboscutellatus Boieldieu, 1854
- Ptinus alluadi Pic, 1900
- Ptinus alternatus Fall, 1905
- Ptinus anatolicus Pic, 1900
- Ptinus anchoralis Lea, 1913
- Ptinus angustithorax Bellés, 1987
- Ptinus antennatus Pic, 1896
- Ptinus apicipennis Pic, 1899
- Ptinus argolisanus (Reitter, 1884)
- Ptinus arragonicus (Brenske & Reitter, 1884)
- Ptinus atricapillus Kiesenwetter, 1877
- Ptinus atricornls Pic, 1901
- Ptinus attritus Olliff, 1886
- Ptinus auberti Abeille de Perrin, 1869
- Ptinus australiae Lea, 1923
- Ptinus bakeri Pic, 1923
- Ptinus barberi Fisher, 1919
- Ptinus basicomatus Bellés, 1984
- Ptinus bedfordi Pic, 1928
- Ptinus bicinctus Sturm, 1837
- Ptinus bidens Olivier, 1790
- Ptinus biformis Reitter in Leder, 1880
- Ptinus bimaculatus Melsheimer, 1846
- Ptinus birtithorax Pic, 1900
- Ptinus biscrensis Pic, 1905
- Ptinus bivittatus Boieldieu, 1854
- Ptinus brasiliensls Pic, 1899
- Ptinus brevis Pic, 1898
- Ptinus brevithorax Pic, 1897
- Ptinus brevivittis Reitter, 1881
- Ptinus bruchi Pic, 1905
- Ptinus caelebs Fall, 1905
- Ptinus calcaratus Kiesenwetter, 1877
- Ptinus calcarifer (Reitter, 1888)
- Ptinus californicus Pic, 1900
- Ptinus capellae Reitter, 1880
- Ptinus capicola Péringuey, 1888
- Ptinus cariei Pic, 1901
- Ptinus catalonicus Bellés, 2002
- Ptinus caucasicus (Pic, 1897)
- Ptinus cephalotes Pic, 1939
- Ptinus chiaromontei Pic, 1928
- Ptinus chilensis Pic, 1900
- Ptinus chrysomeloides Kugelann, 1792
- Ptinus circassicus Pic, 1900
- Ptinus coarctatus Gorham, 1883
- Ptinus coarcticollis Sturm, 1837
- Ptinus cognatus Fall, 1905
- Ptinus comptus Chevrolat, 1873
- Ptinus concurrens Fall, 1905
- Ptinus constrictus Blatchley, 1922
- Ptinus coquereli Peyron, 1877
- Ptinus corsicus Kiesenwetter, 1877
- Ptinus costaricensis Andrews, 1967
- Ptinus cumaniensis Pic, 1896
- Ptinus cupreoniger Lea, 1913
- Ptinus curlithorax Pic, 1922
- Ptinus dauricus Reitter, 1906
- Ptinus disconotatus Pic, 1907
- Ptinus distindus Pic, 1932
- Ptinus divulgatus Pic, 1907
- Ptinus dollei (Pic, 1901)
- Ptinus donceeli Pic, 1906
- Ptinus drakei Pic, 1907
- Ptinus dufaui Pic, 1906
- Ptinus eduardi Pic, 1910
- Ptinus egenus Olliff, 1886
- Ptinus elbrusicola Fleischer, 1915
- Ptinus elegans Solier in Gay, 1849
- Ptinus eminens Olliff, 1886
- Ptinus erythreus Pic, 1941
- Ptinus espanyoli Bellés, 1997
- Ptinus eubi Pic, 1900
- Ptinus eximius Fall, 1905
- Ptinus explanatus Fauvel, 1891
- Ptinus extendus Smith, 1968
- Ptinus exulans Erichson, 1842
- Ptinus fallax Fall, 1905
- Ptinus falli Pic, 1904
- Ptinus fascicularis Erichson, 1847
- Ptinus feminalis Fall, 1905
- Ptinus femoralis (Reitter, 1884)
- Ptinus ferrantei Pic, 1912
- Ptinus fimicola Desbrochers des Loges, 1875
- Ptinus foncki Philippi, 1804
- Ptinus fringillae Pic, 1927
- Ptinus fulvocapillus Pic, 1901
- Ptinus fur (Linnaeus, 1758) – Diefje
- Ptinus gandolphei Pic, 1904
- Ptinus germaini Pic, 1912
- Ptinus gloriosus Lea, 1913
- Ptinus gorhami Pic, 1900
- Ptinus gothicus Scott, 1924
- Ptinus gounellei Pic, 1896
- Ptinus goyasensis Pic, 1898
- Ptinus gracilicornis Pic, 1936
- Ptinus grandjeani Pic, 1895
- Ptinus groulti Pic, 1900
- Ptinus grouvellei Pic, 1899
- Ptinus gylippus Reitter, 1906
- Ptinus henoni Pic, 1897
- Ptinus hilaris Péringuey, 1899
- Ptinus hirsutus Pic, 1895
- Ptinus hirticornis Kiesenwetter, 1867
- Ptinus huesanus Fisher, 1919
- Ptinus hystrix Fall, 1905
- Ptinus impressus Pic, 1898
- Ptinus imulus Olliff, 1880
- Ptinus inapicalis Pic, 1899
- Ptinus incisicollis Pic, 1933
- Ptinus insularis Boheman, 1858
- Ptinus interruptus LeConte, 1857
- Ptinus italicus Aragona, 1830
- Ptinus ivanensis (Reitter, 1902)
- Ptinus japonicus Reitter, 1877
- Ptinus jatayensis Pic, 1899
- Ptinus jeanneli Pic, 1936
- Ptinus jeden (Reitter, 1884)
- Ptinus jousslini Pic, 1911
- Ptinus kiesenwetteri (Reitter in Brenske & Reitter, 1884)
- Ptinus kocheri Pic, 1953
- Ptinus krugeri Pic, 1900
- Ptinus kruperi Pic, 1929
- Ptinus kutzschenbachi Reitter in Schneider & Leder, 1878
- Ptinus latenotatus Pic, 1926
- Ptinus lateralis Gorham, 1883
- Ptinus latro Fabricius, 1775
- Ptinus latus Pic, 1896
- Ptinus levantinus (Sahlberg, 1791)
- Ptinus lederi Reitter, 1884
- Ptinus lemoldes Walker, 1858
- Ptinus leprieuri Pic, 1896
- Ptinus libanicus Pic, 1899
- Ptinus lichenum Marsham, 1802
- Ptinus litoralis Broun, 1893
- Ptinus longivestis Fall, 1905
- Ptinus longus Olliff, 1886
- Ptinus maculithorax Pic, 1896
- Ptinus maculosus Abeille de Perrin, 1895
- Ptinus madoni Pic, 1932
- Ptinus maorianus Brookes, 1926
- Ptinus martinezi (Escalera, 1917)
- Ptinus martini Pic, 1893
- Ptinus mediodenvdatus Pic, 1926
- Ptinus medioglaber Lea, 1913
- Ptinus meisteri (Reitter, 1884)
- Ptinus merkli Pic, 1895
- Ptinus mexicanus Pic, 1901
- Ptinus micans (Brenske & Reitter, 1884)
- Ptinus microscopicus Lea, 1913
- Ptinus minimus Pic, 1939
- Ptinus mitchelli Fisher, 1919
- Ptinus montanus Escalera, 1914
- Ptinus multifasciculatus Pic, 1926
- Ptinus multimculatus Pic, 1904
- Ptinus murinus White, 1840
- Ptinus natalensis Pic, 1900
- Ptinus nigerrimus Boieldieu, 1854
- Ptinus nigricolor Pic, 1901
- Ptinus nigripennis Comolli, 1837
- Ptinus nikitanus (Brenske & Reitter, 1884)
- Ptinus niveicollis Boieldieu, 1856
- Ptinus niveonotatus Lea, 1913
- Ptinus nobilis Boieldieu, 1854
- Ptinus obesus P. H. Lucas, 1849
- Ptinus obliquefasciatus Pic, 1939
- Ptinus obscuricollis Pic, 1895
- Ptinus obscuripes Pic, 1900
- Ptinus ocularis Pic, 1936
- Ptinus oertzeni (Reitter, 1888)
- Ptinus oneili Pic, 1903
- Ptinus palliatus Perris, 1847
- Ptinus paulonotatus Pic, 1904
- Ptinus paulopictis Pic, 1910
- Ptinus pedestris Blair, 1935
- Ptinus pellitus Desbrochers des Loges, 1875
- Ptinus perplexus Mulsant & Rey, 1868
- Ptinus perrini (Reitter, 1884)
- Ptinus peyroni Pic, 1899
- Ptinus phlomidis Boieldieu, 1854
- Ptinus pilosus P. W. J. Müller, 1821
- Ptinus plagiatus Broun, 1914
- Ptinus podolicus Iablokoff-Khnzorian & Karapetyan, 1991
- Ptinus posticatus Pic, 1909
- Ptinus priminidi Spilman, 1976
- Ptinus prolixus Fall, 1905
- Ptinus pusillus Sturm, 1837
- Ptinus quadrimaculatus Melsheimer, 1846
- Ptinus raffrayi Pic, 1898
- Ptinus raptor Sturm, 1837
- Ptinus reedi Pic, 1914
- Ptinus reitteri Pic, 1894
- Ptinus riveti Pic, 1910
- Ptinus rubricollis Pic, 1928
- Ptinus ruficapillus Pic, 1899
- Ptinus rufipes Olivier, 1790
- Ptinus rufolimbatus Pic, 1908
- Ptinus rufus Brullé, 1832
- Ptinus rugosicollis (Desbrochers des Loges, 1875)
- Ptinus rugosithorax Pic, 1896
- Ptinus ruspolli Pic, 1899
- Ptinus sanninensis Pic, 1911
- Ptinus schatzmayeri Pic, 1934
- Ptinus schlerethi (Reitter, 1884)
- Ptinus scutellarls Boheman, 1851
- Ptinus semibrunneus Pic, 1898
- Ptinus semiobscurus Pic, 1890
- Ptinus semirufulus Pic, 1896
- Ptinus separatus Pic, 1896
- Ptinus sericans Péringuey, 1888
- Ptinus silvestrii Pic, 1902
- Ptinus speciosus Broun, 1880
- Ptinus spinicollis Solier in Gay, 1849
- Ptinus spissicornis Abeille de Perrin, 1894
- Ptinus spitzyi A. Villa & G. B. Villa, 1838
- Ptinus squamulosus Pic, 1909
- Ptinus strangulatus Fall, 1905
- Ptinus suarezicus Pic, 1896
- Ptinus subaeneus (Reitter in Brenske & Reitter, 1884)
- Ptinus subfasciatus Pic, 1900
- Ptinus submetallicus Pic, 1900
- Ptinus subpilosus Sturm, 1837
- Ptinus sulcatus Solier in Gay, 1849
- Ptinus suturalis White, 1846
- Ptinus swaneticus Reitter, 1906
- Ptinus syriacus Pic, 1896
- Ptinus tarsalis (Reitter in Brenske & Reitter, 1884)
- Ptinus tauricus (Brenske & Reitter, 1884)
- Ptinus tectus Boieldieu, 1856
- Ptinus tesselatus Gorham, 1898
- Ptinus testaceipes Pic, 1910
- Ptinus texanus Pic, 1903
- Ptinus thomasseti Blair, 1935
- Ptinus timidus Brisout de Barneville, 1866
- Ptinus torretassoi Pic, 1934
- Ptinus tuberculatus Blatchley, 1920
- Ptinus tucsonianus Bellés, 1992
- Ptinus tumidus Fall, 1905
- Ptinus unifasciatus Pic, 1912
- Ptinus vanhillei Pic, 1947
- Ptinus venezolanus Bellés, 1984
- Ptinus vergrandis Fall, 1905
- Ptinus verticalis LeConte, 1859
- Ptinus vestitus Pic, 1898
- Ptinus villiger (Reitter, 1884)
- Ptinus vittatus Pic, 1898
- Ptinus wagnesi Pic, 1910
- Ptinus witti Pic, 1908